# Il cucchiaio d’argento
Il cucchiaio d’argento (deutschsprachige Ausgabe: Der Silberlöffel) ist ein aus Italien stammendes Kochbuch, das erstmals im Jahre 1950 vom Architekturmagazin Domus veröffentlicht wurde, zu einem Bestseller avancierte und schließlich in mindestens 12 Sprachen übersetzt wurde.
Die italienische Ausgabe ist 2020 in der 11. Auflage erschienen. Anderssprachige Ausgaben, wie das im Jahr 2005 publizierte The Silverspoon, oder die im Jahr 2006 erschienene deutschsprachige Version werden durch Phaidon Press vertrieben.
Die deutschsprachige Ausgabe hat sich seitdem über 100.000 mal verkauft und wurde damit ebenfalls per Definition zu einem Bestseller. Auch in den USA verkaufte sich die englischsprachige Version, wie dessen Aufnahme in The New York Times Best Seller list beweist, entsprechend. Alle Sprachversionen zusammengenommen, sind über eine Million Exemplare des Kochbuchs verkauft worden.
Die neuesten Auflagen der verschiedenen Sprachausgaben enthalten über 2000 Kochrezepte.

## Geschichte und Aufbau des Buches
Das Buch entstand im Zuge eines Preisstreits um das in Italien populäre Kochbuch Il talismano della felicità von Ada Boni. Domus begann das Buch als Einzelband, als auch als Buchreihe zu veröffentlichen. Seitdem sind unter demselben Namen des Buches auch Editionen für Kinder, über die Küche einzelner italienischer Regionen, zu Jahreszeiten und zu einzelnen Speisearten entstanden.
Die deutschsprachige Übersetzung des Originals beginnt mit einer mehrseitigen Abhandlung über die italienische Küche, einer Erörterung der Küchensprache bzw. ihren Fremdwörtern und einer Präsentation von Küchengeräten und weiterer Küchenausstattung.
Der wesentliche Hauptteil der 1454 Seiten langen deutschsprachigen Ausgabe macht etwa 1390 Seiten aus und ist in zwei Abschnitten unterteilt:
1. Abschnitt:
  1. Saucen, Marinaden und gewürzte Butter
  2. Antipasti, Horsd’œuvre und Pizza
  3. Erster Gang
  4. Eier und Frittata
  5. Gemüse
  6. Fisch, Krustentiere und Weichtiere
  7. Fleisch und Innereien
2. Abschnitt
  1. Geflügel
  2. Wild
  3. Käse
  4. Desserts und Backen
  5. Menüs für besondere Anlässe
  6. Menüs von Spitzenköchen

Das Buch schließt mit der Auflistung aller darin vorkommenden Rezepte und einem daran anschließenden Stichwort-Register.